# (16912) Rhiannon
(16912) Rhiannon (1998 EP8) – planetoida z grupy Amora okrążająca Słońce w ciągu 2,32 lat w średniej odległości 1,75 j.a. Odkryta 2 marca 1998 roku.